# 120 китайських мучеників
120 китайських мучеників — група римо-католицьких святих, канонізованих 1 жовтня 2000 року папою Іваном Павлом II. Всі вони були закатовані у Китаї. У різні періоди історії Китаю були кілька жорстоких гонінь християн. Жертвами переслідувань були європейські місіонери і християни китайського походження. День пам'яті - 9 липня.

## Список

### Європейські місіонери

#### Домініканці
| - св. Хуанн Алькобер - св. Франсіс Діас - св. Франциск Фернандес де Капільяс | - св. Йоахім Ройо Перес - св. Петро Санс-і-Йорда - св. Франциск Серрано |

#### Францисканці
| - св. Теодорік Бала - св. Андрій Бауер - св. Джузеппе Марія Гамбарі - св. Григорій Марія Грассі - св. Чезідіо Джакомантоніо | - св. Франциск Марія Лантруа - св. Франциск Фоголла - св. Еліас Факкіні - св. Антоніно Фантозаті |

#### Паризьке товариство закордонних місій
- св. Жан Габріель Турин Дюфресс
- св. Жан П'єр Неель
- св. Августин Шапделен

#### Єзуїти
- св. Модест Андлауер
- св. Павло Денн
- св. Ремігій Ізоре
- св. Леон Ігнатій Манген

#### Салезіани
- св. Луїджі Версілья
- св. Каллісто Караваріо

#### Францисканки-місіонерки Марії
| - св. Марія Адольфіна - св. Марія Амандина - св. Марія Божого Різдва - св. Марія Герміна Ісуса | - св. Марія Клара - св. Марія Миру - св. Марія святого Юстина |

#### Інші
- св. Франсуа Кле
- св. Альберіко Крешітеллі

### Мученики китайського походження

#### Священики
- св. Тадей Лю Жуйтін
- св. Павло Лю Ханьцзо
- св. Августин Чжао Жун
- св. Йосип Юань Цзайде

#### Семінаристи
| - св. Йоанн Ван Жуй - св. Патрік Дун Боді - св. Йосип Чжан Веньлань - св. Павло Чень Чанпін | - св. Філіп Чжан Чжіхе - св. Йоанн Чжан Хуан - св. Йоанн Чжан Цзінгуан |

#### Катехити
| - св. Лаврентій Ван Бін - св. Люція І Чженьмей - св. Агата Лінь Чжао - св. Єронім Лу Тінмей - св. Петро Лю Веньюань - св. Мартін У Сюешен | - св. Петро У Гоушен - св. Йосип Чжан Дапен - св. Йоанн Чжан Тяньчень - св. Йоанн Чень Сянхен - св. Агнія Цао Гуйян - св. Йоахім Хао Кайчжи |

#### Миряни
| - св. Марія Ань Го - св. Марія Ань Лінхуа - св. Анна Ань Сінь - св. Анна Ань Цзяо - св. Анна Ван - св. Люція Ван Ван - св. Йоанн Ван Гуйсінь - св. Йосип Ван Гуйцзюй - св. Марта Ван Ло Маньде - св. Андрій Ван Тяньцін - св. Петро Ван Цзолун - св. Люція Ван Чен - св. Петро Ван Ерманна - св. Йосип Ван Юймей - св. Лаврентій Бай Сяомань - св. Марія Го Лі - св. Павло Ге Тінчжу - св. Марія Ду Тянь - св. Марія Ду Чжао - св. Магдалена Ду Фенцзюй - св. Павло Лан Фу - св. Ян Лан | - св. Марія Лі Ван - св. Раймунд Лі Цюаньчжень - св. Петро Лі Цюаньхуей - св. Йоанн Батист Ло Тінінь - св. Павло Лю Цзіньде - св. Петро Лю Цзеюй - св. Йосип Май Тайшунь - св. Петро У Аньбан - св. Павло У Аньцзюй - св. Павло У Ваньшу - св. Йоанн У Веньїн - св. Йоанн Батист У Маньтан - св. Марія У Чжу - св. Марія Фань Кунь - св. Роза Фань Хуей - св. Марія Фу Гуйлінь - св. Матвій Фен Де - св. Тереза Хе Чжан - св. Марк Цзі Тяньсянь - св. Марія Ци Юй - св. Єлизавета Цинь Бянь - св. Симон Цинь Чуньфу | - св. Барбара Цуй Лянь - св. Петро Чжан Баньню - св. Франциск Чжан Жун - св. Хуайлу Чжан - св. Яків Чжао Цюаньсінь - св. Марія Чжао - св. Роза Чжао - св. Марія Чжао Го - св. Йоанн Батист Чжао Мінсі - св. Петро Чжао Мінчжень - св. Петро Чжу Жісінь - св. Йоанн Батист Чжу Ужуй - св. Марія Чжен Сюй - св. Чжуцзе Чі - св. Роза Чень Айцзе - св. Симон Чень Сімань - св. Тереза Чень Цзіньцзе - св. Фома Шень Цзіхе - св. Йосип Юань Генінь - св. Яків Янь Годун |